# Sky Mix
Sky Mix (dawniej: Sky3, Pick TV) – brytyjska stacja telewizyjna, której właścicielem jest British Sky Broadcasting. Została uruchomiona 31 października 2005 roku. Kanał ten dostępny jest w Wielkiej Brytanii i w Irlandii. 
Jest dostępna na platformie cyfrowej Sky Digital na pozycji 108 oraz u operatorów telewizji kablowej Virgin Media na pozycji 123 i UPC Ireland na kanale 133.
Stacja ta posiada obecnie 0,7% udziałów (stan na marzec 2010).